# کسری مهدی‌پورنژاد
کسری مهدی‌پورنژاد (زاده ۵ دی ۱۳۷۱ در اصفهان)، تکواندوکار ایرانی است. او از سال ۲۰۱۷ در برلین آلمان به عنوان پناهنده زندگی می‌کند. وی از کمیته بین‌المللی پناهندگان المپیک دارنده بورسیه تحصیلی برای بازی‌های المپیک تابستانی۲۰۲۰ می‌باشد. (ورزشکاران پناهجو که از طریق هیچ کشوری نتوانستند سهمیه حضور در المپیک را کسب کنند، زیر پرچم IOC در المپیک حاضر باشند) وی در مسابقات جهانی تکواندو منچستر ۲۰۱۹ به عنوان پناهنده شرکت کرد.

## زندگی
مهدی ۵ دیِ ۱۳۷۱ در اصفهان زاده شد. و همچنین وی همسر پریسا فرشیدی تکواندوکار ایرانی نیز می‌باشد.

## زندگی حرفه‌ای
وی از سال ۲۰۱۵ میلادی ۴ بار قهرمان ایران و ۲ بار قهرمان سوپر لیگ ایران شده‌است و به اردوی تیم ملی ایران در سال‌های ۲۰۱۵ و ۲۰۱۷ برای بازی‌های همبستگی اسلامی و داخل سالن دعوت شده‌است.

## نتایج و افتخارات
- مدال طلای بازی‌های آزاد بلژیک در سال ۲۰۱۸
- مدال طلای بازی‌های آلمان در سال ۲۰۱۸
- مدال طلای بازی‌های آزاد لهستان ۲۰۱۹
- مدال نقره بازی‌های آزاد اتریش۲۰۱۹
- مدال برنز بازی‌های آزاد لوکزامبورگ ۲۰۱۸